# Naufraguen les tradicions
Naufraguen les tradicions va ser el cadafal faller plantat per Julià Puche a Na Jordana en 1975. Era l'última vegada que Puche plantaria en secció especial, i va obtenir el primer premi, el tercer en la història de Na Jordana, i el segon obtingut per Puche amb aquella comissió.

## Història
Puche, que tenia el seu taller a Guillem de Castro i va començar a plantar falles per a la desapareguda falla Guillem de Castro-Na Jordana-Beneficència a finals dels anys 40, va treballar durant set anys seguits per a Plaça de Na Jordana, consolidant-se com artista i obtenint un primer premi en 1965. A finals de la dècada i fins als primers 70, planta quatre anys en Convent Jerusalem, obtenint dos primers premis d'especial i dos ninots indultats. En 1973 torna a plantar en Na Jordana, sent el cadafal de 1975 l'últim que plantaria en secció especial.

## Explicació de la falla
Esta falla va obtenir un triplet (primer premi de secció especial, primer d'enginy i gràcia i ninot indultat), sent el primer dels quatre obtinguts per Na Jordana, i el primer de dos (l'altre, 1980, en primera A) obtinguts per Julià Puche.
La falla representava un dolçainer i un tabaleter muntats a un vaixell víquing que s'enfonsava, representant el declivi de les tradicions valencianes front a noves pràctiques culturals. El ninot indultat va ser una figura que representava un iaio llegint una auca als seus nets.